# Srokowski Dwór
Srokowski Dwór (dawna nazwa niemiecka: Drengfurtshof) – osada w Polsce położona w województwie warmińsko-mazurskim, w powiecie kętrzyńskim, w gminie Srokowo.
W latach 1975–1998 miejscowość administracyjnie należała do województwa olsztyńskiego.
Majątek z folwarkiem został założony w połowie XIX w. Pierwszym właścicielem w XIX w. była rodzina Behrendtów, na początku XX w. właścicielem był baron von Lüttwitz, następnie Wilhelm Steer. Majątek zajmował 169 ha (w tym 15 ha lasu).